# 舍讷贝格市政厅

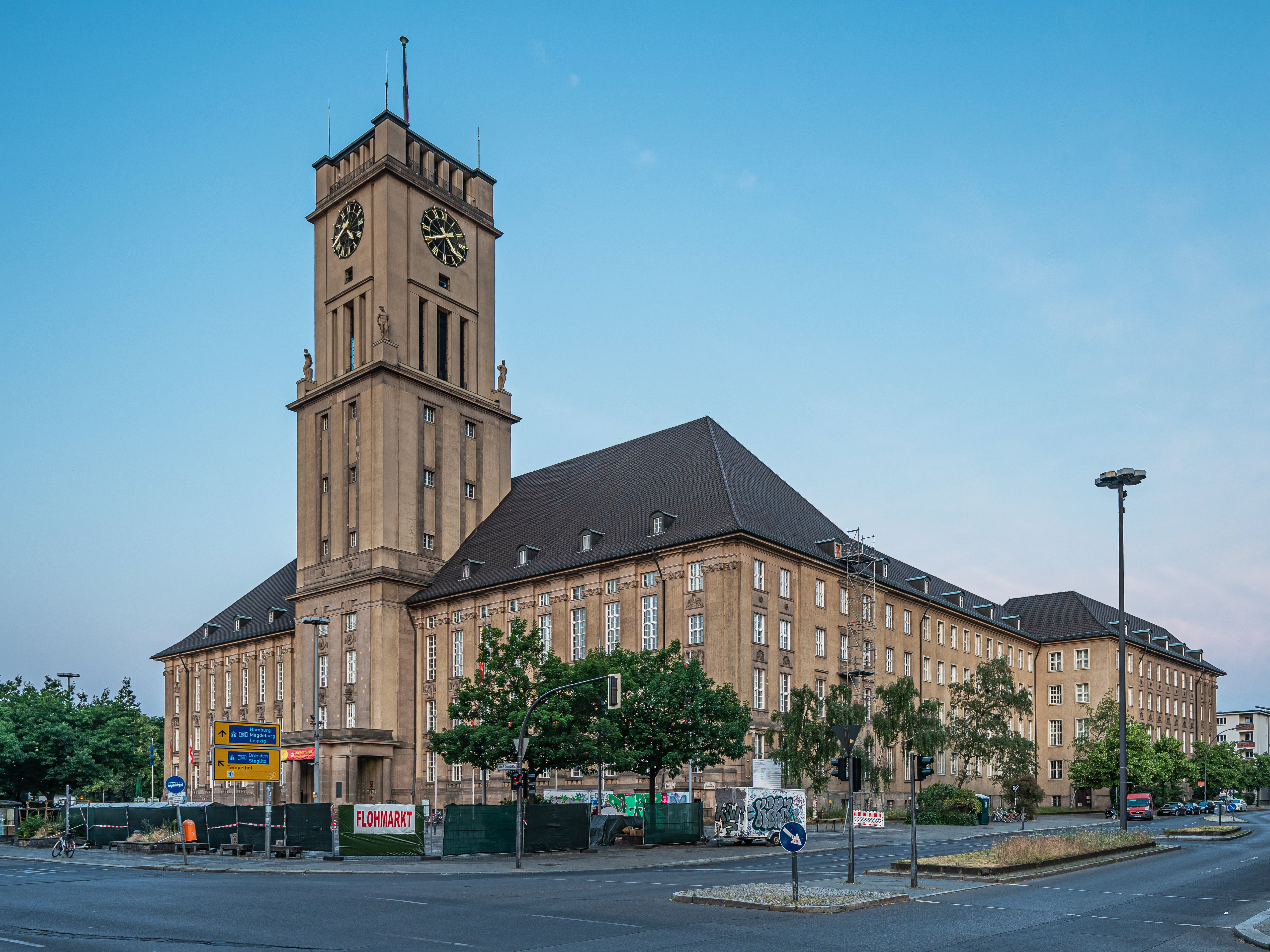
舍讷贝格市政厅

舍讷贝格市政厅（德語：Rathaus Schöneberg）是柏林滕珀尔霍夫-舍讷贝格区的区公所，自1949年至1993年，它曾作为柏林州州议会所在地，1991年以前，还是柏林市长办公室所在地。
这座砂岩建筑兴建于1911-1914年，作为舍讷贝格的市政厅，当时舍讷贝格是一个独立的城市，1920年才并入柏林市。1938年，纳粹当局在内部增加了一系列的战争壁画。二战期间，建筑因遭到轰炸以及在最后的柏林战役中严重受损。1963年，美国总统约翰·肯尼迪在此发表著名演说《我是一个柏林人》。